# 화창

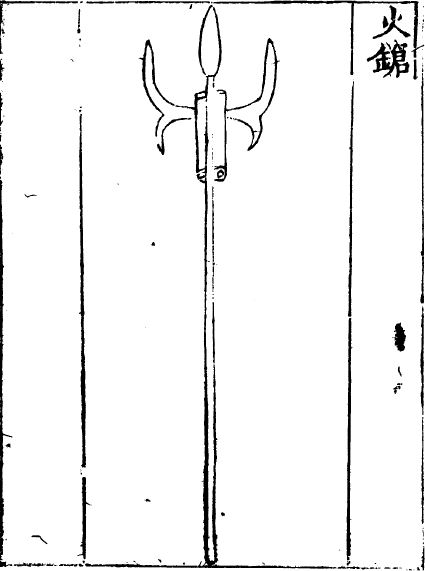
화룡경에 실린 화창.

화창(火槍)은 10세기 중국에서 금-송 전쟁 때 사용된 최초의 화기다. 핸드 캐넌의 선구적 물건으로, 모든 개인화기의 조상격 물건이다.

## 명칭
사용된 왕조나 구조의 약간의 차이에 따라 돌화창(突火槍)、이화창(梨花槍)、화문창(火門槍)、창포(槍砲) 등의 이름으로 불렸다. 또한 현대 중국에서 소총 특히 머스킷을 가리켜 부르는 경우도 있으며, 그때에는 전자는 화모창(火矛槍) 등으로 말이 바뀌는 경우도 있다. 현대에서도 중국에서는 총기류를 「창」(槍)이라고 표기한다.

## 구조
화창의 구조는 화약을 종이로 싼 것 또는 (마디를 제외한) 대나무에 채운 것을 긴 자루 끝에 붙여놓고, 여기에 불을 붙여 작열시키거나 불꽃을 퍼부어 공격이나 위협하는 것이다. 또, 비슷한 무기로 로켓 발사와 같은 요령으로 화살을 날리는 화전(火箭)이라는 것도 있었지만, 그것도 사실상 마찬가지로 화창이라고 부르기도 한다.
초기 화약은 불순물이 많이 섞인 흑색화약이었으며 폭발력이 약했기 때문에 화약 자체에 의한 공격보다는 주로 위협용으로 사용되었다. 그 폭발음은 300미터 앞에서도 들렸다고 하며, 위협에는 충분한 효과가 있었다. 공격용으로 사용될 경우 클레이모어와 같이 화약 속에 금속조각을 섞어 살상 능력을 높여 사용했다. 그러나 기본적으로 대나무로 만든 것이라 일회용이 주를 이루었고, 그렇지 않은 것도 장전에 상당한 시간이 걸려 불편하였다. 또한 불순물이 많이 포함되어 있는 탓에 폭발 시간이 늦거나 혹은 아예 터지지 않기도 하는 등의 오발이 잦았고, 구조상 사거리가 짧고 명중 정확도도 매우 낮았기에 후대의 화승총처럼 대열을 짜서 일제 사격이나 저격을 행하는 방식의 산병전(散兵戰)을 벌일 수 없었으며, 남송 역시 공성전에서의 방위를 위한 무기로서 북쪽에서 쳐들어오는 금이나 몽골 군인에 대해서만 사용하는데 그쳤다. 금 왕조도 이와 유사한 비화창으로 불리는 무기를 사용하기 시작했는데, 낮은 정확도와 불발 우려를 극복하기 위해 후세의 카추샤식 로켓포처럼 다단식으로 개량된 화차라는 무기도 존재했다고 한다.

## 역사
화약은 중국에서 당대(唐代, 618년 - 907년)에 발명되었다. 850년경에 작성된 『진원묘도요략』(真元妙道要路)에서는 초석(硝石) ・ 유황(硫黄) ・ 숯을 섞으면 연소나 폭발이 일어나기 쉽다고 기술되어 있고, 이 무렵부터 이미 원시적인 형태의 흑색화약이 발명되었을 가능성이 있다. 북송대인 1040년경에 증공량(曾公亮)은 흑색화약의 제조법을 공표하였다.
1132년에 발발한 덕안 공성전당시 화약을 남송이 투입한 것이 최초의 실전에서의 화약 사용 사례라고 전하고 있다.
1250년대, 몽골 제국이 지금의 이란 지방을 침공하였을 때 중국인 기술자가 제작한 투석기로 화약탄이 투하되었다. 1280년에는 지중해 동부의 마르쿠스 그라엑스와 시리아의 핫산 알 람마(Hasan al-Rammah)가 중국의 화기와 화창에 대한 기술을 남겼다. 또한 이슬람 문명권이었던 시리아、맘루크 왕조에서도 화약 정보가 풍부하였다. 1300년경에 저술된 것으로 알려진 『시엠스 에딘 모하메네드 문서』（Schems Eddin Mohamened）에 '마도하'라 불리는 것이 그려져 있는데, 이것은 화창을 가리킨 것이다.
1288년경 당시의 청동제 포신이 중국에서 발굴되어, 몽골 제국 지배기 중국에서 화창에서 화포로 장비가 바뀌었음이 분명해졌으며, 나아가 이제까지 화기는 서구의 발명품으로 여겨져왔으나 실은 몽골 제국을 통해 유럽으로 전해진 것으로 알려졌다.
1326년의 스웨덴에서 제작된 항아리 모양의 화기도 발견되었는데, 이는 몽골 제국의 지배를 받던 남루스에서 전해진 대포의 형태와 쓰임새가 변형된 것으로 생각되고 있다. 화약을 철이나 청동으로 싸는 듯한 구조로 해서 탄환이 전방으로만 날아가도록 개량되어 팜디가 되었다고도 한다. 피렌체에서 대포가 개발된 뒤 유럽에서는 대포가 발달하였다. 이베리아반도에서는 1330년대까지 총과 대포가 사용되었다.
1368년에 몽골 세력을 북쪽으로 몰아내고 세워진 명(明) 왕조 시대에는 화약을 넣는 통을 청동으로 제작하는 등 다소의 개량이 더해진 화룡창(火竜槍)이 개발되었다. 북원(北元)이나 새로 발흥해 가던 여진의 세력에 대해서는 똑같이 사용되었다.
한국에서는 고려 말기에 최무선이 유사한 구조의 주화(走火)를 개발하여 1380년 진포 해안을 침입한 왜구를 진압하는 데 처음 사용하였으며, 고려 왕조를 멸망시키고 세워진 조선 왕조에서도 주화를 개량하여 화거(火車)나 신기전(神機箭) 등을 개발하기도 하였다. 일본의 역사에서는 오닌의 난(応仁の乱) 무렵에 화창이 일본에 수입되었으나 위력이 부족해 쓰이지 않았다.
15세기 신성 로마 제국에서는 후스 전쟁 등에서 일반 시민이나 농민이 핸드캐논이라는 대기사용 화창을 개발해 사용했다. 총과 같이 겨드랑이에 끼고 있으면 점화가 되지 않았기 때문에 어깨에 올려 놓고 쏘았다. 점화에서 발사까지의 시간이 매우 길고 명중률도 낮고, 총신이 파열되어 사용자도 죽는 경우가 많아, 적이 모여들었을 때 위협용으로밖에 사용할 수 없었다. 이것이 개량되어 화승총이 발명되었고 훗날 서양에서 총기의 원조가 되었다.
대항해시대(15세기 반부터 17세기 반까지) 유럽에서도 파이어런스라는 이름의 화창과 거의 같은 구조의 화기가 고안되어 사용됐지만 이것도 공격이라기보다는 눈속임이나 위협에 이용되었다. 다중으로 화약을 넣어두면 연속으로 작열시킬 수도 있었고, 오발로부터 몸을 보호하기 위해 갑옷을 입고 사용됐다.

## 같이 보기
- 화룡경
- 자돌폭뢰